# Frk. Vildkat
Frk. Vildkat är en dansk komedifilm från 1942 i regi av Alice O'Fredericks och Lau Lauritzen. Filmen är baserad på operetten Budapest-Wien. Den spelades in i en svensk version 1941 som Fröken Vildkatt, även den med Marguerite Viby i huvudrollen.

## Handling
Herr Bruun har blivit befordrad och ska gifta sig. På väg hem från en fest räddar han en kvinna från att ta livet av sig och efter den dagen är hans liv sig inte likt.

## Rollista
- Marguerite Viby - Dolly Hansen, skådespelare
- Ebbe Rode - Bankfullmäktig Bruun
- Gerda Neumann - Louise Holm, hans fästmö
- Ib Schønberg - Hannibal Brixby, överste, Peters onkel
- Maria Garland - Caroline Brixby, överstinna, Peters tant
- Poul Reichhardt - Herbert Rung, Peters arbetskollega
- Jon Iversen - Bølner, hushovmästare hos översten
- Sigurd Langberg - Teaterdirektör
- Olaf Ussing - Hovmann, balettmästare
- Knud Heglund - Hans Bruun, redaktör
- Per Gundmann - Freddy, artist och buktalare
- Stig Lommer - Joakim, artistagent
- Tove Arni - Ellen, Dollys väninna
- Torkil Lauritzen -	Tågkonduktör
- Henry Nielsen - Biljettförsäljare på Ringsted station
- Vera Gebuhr - Louises väninna

## DVD
Filmen är utgiven på DVD.